# Stefan Böger
Stefan Böger (* 1. Juni 1966 in Erfurt) ist ein ehemaliger deutscher Fußballspieler und -trainer.

## Stationen als Spieler
Stefan Böger lernte das Fußballspielen bei BSG Umformtechnik Erfurt und begann seine Karriere beim FC Carl Zeiss Jena, bei dem er von 1984 bis 1991 in der DDR-Oberliga spielte. Er kam auf 110 Oberligaspiele und erzielte dabei fünf Tore. Zusätzlich lief er sechsmal im Europapokal auf. 1991 wechselte Böger zum F.C. Hansa Rostock, der sich als letzter DDR-Meister für die 1. Bundesliga qualifiziert hatte. Böger spielte eine Saison für die Hanseaten, kam auf 34 Bundesligaeinsätze und erzielte zwei Tore. In der Saison bei Hansa kam Böger zu zwei weiteren internationalen Einsätzen. In der ersten Runde im Europapokal der Landesmeister 1991/92 stand er bei beiden Partien gegen den spanischen Meister und späteren Europapokal-Sieger FC Barcelona jeweils die volle Spielzeit auf dem Platz. Er schied mit Hansa nach einer 0:3-Auswärtsniederlage und einem 1:0-Heimsieg aus dem Wettbewerb aus.
Nach dem Abstieg der Hanseaten 1992 schloss sich Böger dem Zweitligisten MSV Duisburg an, mit dem er 1993 die Rückkehr in die Bundesliga schaffte. Nach drei Jahren beim MSV wechselte Stefan Böger 1995 in die 2. Bundesliga zum SC Fortuna Köln und ein Jahr später zum FC Gütersloh. In der Zweitligasaison 1996/97 spielte er 28 Mal für die Ostwestfalen, die am Ende der Spielzeit den 13. Tabellenplatz belegten. Eigentlich wollte der Verteidiger seine Karriere in Gütersloh ausklingen lassen, doch durch seine guten Leistungen wurde der Trainer des Hamburger SV Felix Magath auf ihn aufmerksam. Im Alter von 31 Jahren wurde Böger im Jahr 1997 vom Hamburger SV unter Vertrag genommen und spielte weitere zwei Jahre in der Bundesliga, bevor er seine Karriere bei der zweiten Mannschaft des HSV ausklingen ließ.
Während seiner Zeit in Jena gehörte Stefan Böger zum Kader der DDR-Nachwuchsnationalmannschaft, für die er zwischen 1985 und 1987 fünf Länderspiele bestritt. Für die Olympiaauswahl der DDR absolvierte er 1986 sieben Spiele. 1990 wurde er in den vier letzten Länderspielen der Fußballnationalmannschaft der DDR aufgeboten.

## Stationen als Trainer und Funktionär
2002 wurde Stefan Böger Trainer der 2. Mannschaft des Hamburger SV, bevor er zur Saison 2003/04 zur Zweitvertretung von Hansa Rostock wechselte. Von dort aus führte sein Weg im Sommer 2004 zum Regionalligisten VfB Lübeck, wo Stefan Böger zwei erfolgreiche Trainerjahre verbrachte und zweimal hintereinander nur knapp am Aufstieg in die 2. Bundesliga scheiterte. Trotz laufenden Vertrages wurde Böger nach den missglückten Aufstiegsversuchen im Mai 2006 von seinem Verein beurlaubt. Am 25. Oktober 2006 – gerade fünf Monate nach seiner Amtsenthebung – verpflichtete Liga-Konkurrent und Landesrivale Holstein Kiel Stefan Böger, um mit ihm mittelfristig das gleichlautende Ziel, nämlich den Aufstieg in die 2. Bundesliga, zu verwirklichen. Böger erhielt in Kiel für diese Aufgabe einen Vertrag für die Spielzeiten 2006/07 und 2007/08. Am 26. Februar 2007 wurde er entlassen.
Seit Juli 2008 gehört Stefan Böger dem DFB-Trainerstab an. Zunächst übernahm er die U-16-Junioren-Nationalmannschaft als verantwortlicher Trainer. Im Mai 2010 verlängerte der DFB mit ihm seinen Vertrag als Trainer der deutschen U-17-Auswahl. Seit 2013 war er wieder für die U-16-Junioren zuständig. Sein im Sommer 2014 auslaufender Vertrag wurde vom DFB nicht verlängert.
Am 23. Mai 2014 unterschrieb er einen Zweijahresvertrag beim Drittligisten Dynamo Dresden als Cheftrainer. Dieses Amt übte Böger bis zu seiner Entlassung am 16. Februar 2015 aus.
Seit Juli 2015 arbeitete Böger für den MDR als Fußball-Experte, ehe er am 8. September 2015 die Nachfolge von Sven Köhler als Cheftrainer beim Drittligisten Hallescher FC antrat.
Im November 2017 wurde Böger Trainer der U 19 des chinesischen Erstligisten Guangzhou Evergrande.
2023 verpflichtete der FC Carl Zeiss Jena Stefan Böger als Sportdirektor. Damit kehrte er an den Ort seiner sportlichen Ausbildung und ersten Profijahre zurück.

## Privates
Böger studierte im Fernstudium an der Universität Leipzig Journalistik. Er ist geschieden und hat eine Tochter.

## Bilanz als Spieler
- DDR-Oberliga: 110 Spiele/5 Tore
- 1. Bundesliga: 129/4
- 2. Bundesliga: 72/1
- Regionalliga: 5/0
- Europapokalspiele: 8/0
- Länderspiele für die DDR: 4/0
- Olympiaauswahl der DDR: 7/0